# Tarucus areshana
Tarucus areshana är en fjärilsart som beskrevs av Bethune-Baker 1917. Tarucus areshana ingår i släktet Tarucus och familjen juvelvingar. Inga underarter finns listade i Catalogue of Life.